# Cabreiros e Albergaria da Serra
Cabreiros e Albergaria da Serra est une paroisse civile portugaise (en portugais : freguesia) de la municipalité d'Arouca dans le district d'Aveiro. Elle est créée en 2013, par fusion des paroisses de Cabreiros et Albergaria da Serra.

## Géographie
Cabreiros e Albergaria da Serra est située au sud d'Arouca.
On y trouve la cascade de Mizarela (Frecha da Mizarela), l'une des plus hautes d'Europe.

## Histoire
La paroisse est créée par la loi no 11-A/2013 du 28 janvier 2013 portant réorganisation administrative du territoire des freguesias, en fusionnant les paroisses de Cabreiros et Albergaria da Serra. Son nom officiel est União das Freguesias de Cabreiros e Albergaria da Serra et son siège est fixé à Cabreiros.

## Démographie
Lors du recensement de 2021, Cabreiros e Albergaria da Serra compte 185 habitants. C'est l'une des deux seules paroisses d'Arouca à compter moins de 500 habitants, avec Covelo de Paivó e Janarde.